# KK Svjetlost Brod
KK Slavonski Brod je košarkaški klub iz grada Slavonskog Broda. Klub je osnovan 1946. godine.
Klub je tijekom povijesti bio poznat pod nazivima Crvena zvijezda, BSK, Proleter, Radnički, Oriolik, Oriolik Jasinje, Svjetlost Oriolik, Svjetlost Brod, Brod Svjetlost, Brod, Đuro Đaković i Slavonski Brod. 

Natječe se u A-1 hrvatskoj košarkaškoj ligi, iz koje zbog financijskih problema istupa u prosincu 2014. godine, te se potom osniva novi klub - KK Slavonski Brod 1946.
Uz A-1 ligu klub je bio sudionikom i Jugoslavenske prve lige, a od međunarodnih natjecanja se natjecao u Kupu Radivoja Korača i Balkanskoj ligi. 
Domaće utakmice je Svjetlost do nedavno igrala u školsko-sportskoj dvorani "Brod" u ulici Eugena Kumičića, naselje "Mali Pariz" u Slavonskom Brodu. 2010. godine su prešli u novodovršenu dvoranu Vijuš (južni dio grada) u kojoj su 27. ožujka odigrali prvu službenu utakmicu u novoj dvorani. Među najpoznatijim im je trenerima Dražen Štojs, koji je obnašao i dužnost izbornika hrvatske juniorske reprezentacije.

## Poveznice i izvori
- kksvjetlost.hr, O klubu, arhiva
- kosarka.hr, profil kluba
- eurobasket.com, profil kluba

1. ↑  crosarka.com, Brođani osnovali novi klub – KK Slavonski Brod 1946  Arhivirana inačica izvorne stranice od 7. veljače 2015. (Wayback Machine), pristupljeno 6. veljače 2015.
2. ↑  crosarka.com, Slavonski Brod odustaje od A1 lige, ostavka Ivice Karduma  Arhivirana inačica izvorne stranice od 1. siječnja 2015. (Wayback Machine), pristupljeno 6. veljače 2015.